# Sestiere (Veneza)
Os sestieri (sestiere no singular e sestieri no plural, em italiano) são as divisões de algumas cidades italianas (Génova, Rapallo e Veneza). No caso de Veneza são os seis bairros do centro histórico, e constituem a divisão tradicional: 
- Cannaregio,
- Castello,
- Dorsoduro (inclui a ilha Giudecca),
- San Marco  (inclui a ilha de San Giorgio Maggiore), ,
- San Polo
- Santa Croce.

A numeração das portas dos edifícios em Veneza não é feita rua por rua mas sestiere por sestiere. É inútil, portanto, dar o nome da rua para procurar o endereço. Por exemplo, pode indicar-se a morada "1165 Dorsoduro" porque em todo o sestiere de Dorsoduro só existe uma porta 1165. Esta numeração segue um percurso em espiral que permite aos venezianos situar intuitivamente um endereço, mas que desorienta completamente o visitante ocasional.  